# Le Jour le plus long
Pour l’article homonyme, voir Le Jour le plus long (album).
Pour plus de détails, voir Fiche technique et Distribution.
Le Jour le plus long (The Longest Day) est un film américain sorti en 1962 et réalisé par Ken Annakin, Andrew Marton, Bernhard Wicki, Gerd Oswald et Darryl F. Zanuck, d'après le livre homonyme de Cornelius Ryan, publié en 1959.

## Synopsis
Le film retrace chronologiquement les événements du débarquement allié en Normandie dans la journée du 6 juin 1944, précédé des derniers préparatifs de la veille au soir.
Il présente les différents théâtres d'opération, du point de vue des Alliés et des Allemands, et différentes catégories d'intervenant : des centres de commandement jusqu'aux simples soldats en passant par les officiers subalternes et les forces de résistance, le tout ponctué de nombreuses anecdotes véridiques.

## Fiche technique
- Titre original : The Longest Day
- Titre français : Le Jour le plus long
- Réalisation :
  - séquences anglaises : Ken Annakin et Darryl F. Zanuck[1]
  - séquences américaines : Andrew Marton
  - séquences allemandes : Bernhard Wicki
  - séquences des combats : Elmo Williams (réalisateur seconde équipe)
  - séquences des sauts en parachute : Gerd Oswald[1]
  -  Assistants réalisateurs : Bernard Farrel, Tom Pevsner (en), Louis Pitzele, Gérard Renateau, Jean Herman[1] et Henri Sokal[1]
- Scénario : Cornelius Ryan, d'après son livre et Romain Gary, James Jones, David Pursall, Jack Seddon, Erich Maria Remarque[1] et Noël Coward[1]
- Direction artistique : Ted Aworth, Léon Barsacq, Vincent Korda et Gabriel Béchir[1]
- Photographie : Jean Bourgoin, Walter Wottitz, Pierre Levent[1], Henri Persin[1] et Guy Tabary[1]
- Prises de vues aériennes : Guy Tabary[1]
- Ingénieurs du son : Jo de Bretagne, Jacques Maumont et William Sivel
- Effets spéciaux[1] : Karl Baumgartner, Karl Helmer, Augie Lohman, Robert MacDonald, Alex Weldon, Joseph de Bretagne, David S. Horsley et Wally Weevers
- Effets visuels : Jean Fouchet
- Montage : Samuel E. Beetley
- Script-girl : Lucie Lichtig[1]
- Société de production : Twentieth Century Fox
- Producteurs : Darryl F. Zanuck et Elmo Williams
  - Directeur de production[1] : Julien Derode, Christian Ferry, Lee Katz, Louis Wipf
- Distributeur : Twentieth Century Fox
- Musique : Maurice Jarre et thème de Paul Anka arrangé par Mitch Miller
- Pays d'origine :  États-Unis
- Langues : anglais, allemand, français
- Format : noir et blanc (il existe une version colorisée)
- Ratio : 2.35 : 1 en CinemaScope 35 mm
- Son : Stéréo (4 pistes Westrex Recording System)
- Genre : Action, drame, historique et guerre
- Durée : 171 minutes
- Dates de sortie :
  - États-Unis : 4 octobre 1962
  - France : 10 octobre 1962[2]
  - Royaume-Uni : 23 octobre 1962
  - Allemagne de l'Ouest : 25 octobre 1962
- Budget : ~ 10 000 000 $ US (estimation)
- Dates de tournage : un an environ[3], débuté en mai 1961[4] et achevé le 16 juin 1962[5].
- Affiches : Macario Gómez Quibus (Espagne), Boris Grinsson, Vanni Tealdi (France)

### Conseillers militaires
- Général Günther Blumentritt
- Lieutenant général James Gavin
- Major John Howard
- Capitaine de frégate Philippe Kieffer
- Général d'armée Pierre Kœnig
- Capitaine Helmut Lang
- Général de brigade The Earl of Lovat
- Général sir Frederick Morgan
- Lieutenant général Max Pemsel
- Major Werner Pluskat
- Colonel Josef Priller
- Frau Lucia Maria Rommel
- Vice-amiral Friedrich Ruge

### Conseillers techniques
- Commandant Jean Barral
- Lieutenant-colonel Roger Bligh
- Commandant Willard L. Bushy
- Commandant Hubert Deschard
- Lieutenant-colonel A. J. Hillebrand
- Colonel James R. Johnson
- Capitaine Fernand Prevost
- Lieutenant-commandant Edward Copson Peake
- Colonel Albert Saby
- Colonel Joseph B. Seay

## Distribution

### Britanniques
- Patrick Barr (VF : Pierre Gay) : Group Captain J.M. Stagg (non crédité)
- Geoffrey Bayldon : un officier au briefing du général Eisenhower (non crédité)
- Lyndon Brook (VF : Roland Ménard) : Lt. Walsh (non crédité)
- Richard Burton (VF : Jean-Claude Michel) : Flying Officer David Campbell
- Bryan Coleman : Ronald Callen (non crédité)
- Sean Connery (VF : Henry Djanik) : soldat Flanagan
- Bernard Fox : un soldat (non crédité)
- Leo Genn (VF : André Valmy) : Brig. Gén. Edwin P. Parker Jr.
- John Gregson : un aumônier militaire
- Jack Hedley : officier de l'information de la R.A.F. (non crédité)
- Donald Houston (VF : Jacques Deschamps) : un pilote de la RAF
- Simon Lack : Air Marshal Trafford Leigh-Mallory (non crédité)
- Peter Lawford (VF : René Arrieu) : brigadier Lord Lovat
- Leslie de Laspee : piper Bill Millin (non crédité)
- Michael Medwin : soldat Watney
- Kenneth More : Captain (Colonel) Colin Maud
- Louis Mounier : Air Marshal Arthur William Tedder (non crédité)
- Leslie Phillips : un officier de la RAF
- Trevor Reid : General Bernard Montgomery (non crédité)
- Norman Rossington : soldat Clough
- Richard Todd (VF : Marc Cassot) : Major John Howard
- Richard Wattis : un parachutiste
- Howard Marion-Crawford : le médecin en planeur (non crédité)

### Américains et Canadiens

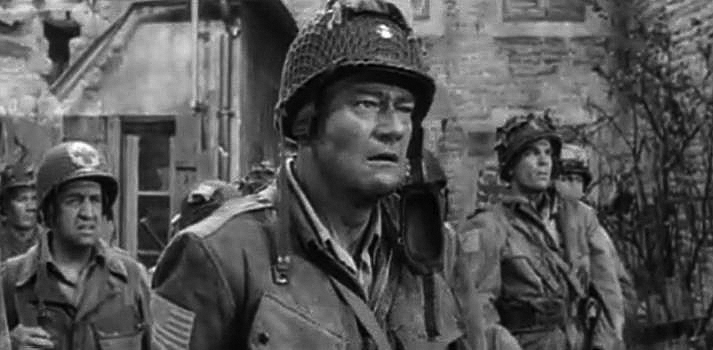
John Wayne dans le film.

- Henry Fonda (VF : Jean Martinelli) : Brigadier Général Theodore Roosevelt, Jr.
- John Wayne (VF : Claude Bertrand) : Lieutenant-colonel Benjamin H. Vandervoort[6]
- Robert Mitchum (VF : Roger Tréville) : Brigadier Général Norman Cota
- Robert Ryan (VF : Raymond Loyer[7]) : Brigadier Général 82e Airborne Division James M. Gavin
- Mel Ferrer (VF : Roland Ménard) : Général Robert Haines
- Rod Steiger (VF : Marcel Bozzuffi) : commandant de destroyer
- Red Buttons (VF : Guy Piérauld) : soldat John Steele
- Roddy McDowall : soldat Morris[8]
- Eddie Albert (VF : Serge Nadaud) : Colonel Thompson
- Paul Anka (VF : Pierre Trabaud) : un ranger américain
- Richard Beymer : soldat Dutch Schultz (qui a gagné 2 500 dollars au jeu)
- Ray Danton (VF : Michel Gatineau) : Capitaine Frank
- Fred Dur : un major des rangers
- Fabian : un ranger
- Tony Mordente : un ranger, celui qui sert les repas (non crédité)
- Steve Forrest (VF : Jean-Pierre Duclos) : Capitaine Harding
- Henry Grace (VF : Claude Péran) : Général Dwight D. Eisenhower (non crédité)
- Peter Helm : un jeune GI
- Jeffrey Hunter (VF : Roger Rudel) : Sergent John H. Fuller
- Alexander Knox (VF : Serge Sauvion) : Général Walter B. Smith
- Dewey Martin : soldat Wilder
- Sal Mineo (VF : Serge Lhorca) : soldat Martini
- Edmond O'Brien (VF : Georges Aminel) : Général Raymond O. Barton, 4e Infantry division
- Tommy Sands : un ranger
- George Segal : un ranger
- Nicholas Stuart : Lieutenant Général Omar Bradley (non crédité)
- Tom Tryon (VF : Michel Gudin) : Lieutenant Wilson
- Robert Wagner (VF : Philippe Mareuil) : un ranger
- Stuart Whitman (VF : Michel Roux) : Lieutenant Sheen
- John Crawford : Colonel Caffey (non crédité)
- Joseph Lowe : un soldat escaladant la Pointe du Hoc (non crédité)
- Edward Meeks : un soldat américain (non crédité)
- Mickey Knox : l'aviateur américain à l'œil bandé (non crédité)

### Australiens
- John Meillon : Amiral Alan G. Kirk (non crédité)
- Ron Randell : Joe Williams

### Français
- Arletty : Madame Barrault
- Yves Barsacq : résistant français (non crédité)
- Jean-Louis Barrault : Père Louis Roulland
- Bourvil : le résistant et maire de Colleville-sur-Orne
- Pauline Carton : la femme de Louis
- Irina Demick : Jeanine Boitard[9]
- Christian Marquand : Commandant Philippe Kieffer
- Maurice Poli : Jean, un passeur (non crédité)
- Madeleine Renaud : la Mère supérieure
- Georges Rivière : Second-maître Guy de Montlaur
- Jean Servais : Contre-amiral Jaujard
- Alice Tissot : la concierge (non créditée)
- Georges Wilson : Alexandre Renaud, maire de Sainte-Mère-Église
- Bernard Fresson : un pilote français (non crédité)[10]
- Fernand Ledoux : Louis, l'habitant de la maison qui regarde le sergent « Kaffeekanne » passer
- Michel Tureau : le radio du Commandant Kieffer (non crédité)

### Allemands

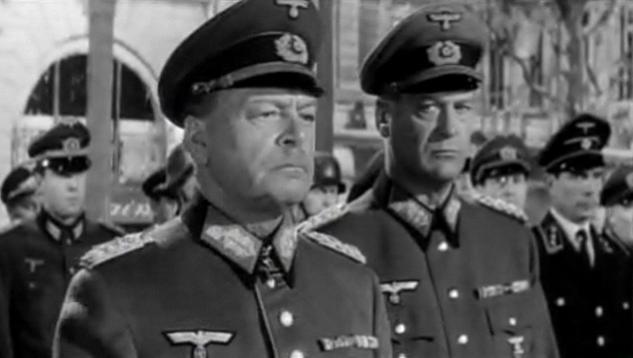
Paul Hartmann et Curd Jürgens dans le film.

- Hans Christian Blech (VF : Jean-Claude Michel) : Major Werner Pluskat
- Wolfgang Büttner : Général Hans Speidel
- Gert Fröbe : Sergent « Kaffeekanne »
- Paul Hartmann (VF : Richard Francœur) : Feld-maréchal Gerd von Rundstedt
- Ruth Hausmeister : l'épouse de Rommel (non crédité)
- Michael Hinz : Manfred Rommel (non crédité)
- Werner Hinz (VF : André Valmy) : Feld-maréchal Erwin Rommel
- Karl John (VF : Albert Augier) : Général Wolfgang Häger
- Curd Jürgens (VF : lui-même) : Général Günther Blumentritt[11]
- Til Kiwe : Capitaine Helmuth Lang (non crédité)
- Wolfgang Lukschy : Général Alfred Jodl (non crédité)
- Kurt Meisel : Capitaine Ernst Düring (non crédité)
- Richard Münch : Général Erich Marcks
- Hartmut Reck : Sergent Bernhard Bergsdorf (non crédité)
- Heinz Reincke (VF : Yves Brainville) : Colonel Josef Priller (non crédité)
- Ernst Schröder : Général Hans von Salmuth (non crédité)
- Heinz Spitzner : Lieutenant-colonel Helmuth Meyer (non crédité)
- Wolfgang Preiss (VF : Hans Verner) : Général Max-Josef Pemsel
- Peter van Eyck (VF : Howard Vernon) : Lieutenant-colonel Ocker
- Eugene Deckers : major à l'église (non crédité)
- Loriot : officier d'ordonnance du Général Pemsel (non crédité)

### Acteurs coupés au montage
- Gil Delamare : un cascadeur
- Yvan Chiffre : un cascadeur
- Alexandre Renault : un cascadeur
- Guy Marchand : un parachutiste
- Françoise Rosay : une paysanne

- - Jean Champion
  - Michel Duchaussoy
  - Clément Harari
  - Rudy Lenoir
  - Fred Personne
  - Siân Phillips
  - Marcel Rouze (ou Rouzé)
  - Dominique Zardi
  - Jean-Jacques Vergne

## Production

### Contexte géopolitique
Le film est tourné au milieu des quatre décennies de la guerre froide et est sorti quelques semaines avant la crise des missiles de Cuba. Dans ce contexte géopolitique, le film légitimise la relation entre les États-Unis et les pays d’Europe regroupés dans l'OTAN : il ne fait aucune référence au combat des troupes soviétiques sur le front de l'Est depuis 1941 face aux troupes allemandes, ni à leur participation aux efforts militaires des forces alliées.

### Moyens et figurants
Darryl F. Zanuck obtient d’énormes moyens logistiques et militaires pour le tournage : plus de 2 000 soldats de la part de l'armée française, une centaine de l’armée britannique, des conseillers techniques de l’armée allemande ainsi que du matériel. L'armée américaine prête de nombreux bâtiments de guerre, avions, blindés ainsi que du personnel, à condition de réduire l'aspect « bain de sang » et de pouvoir mettre éventuellement un veto à certaines scènes. Lors du tournage, le Pentagone réduit de 700 à 250 les soldats mis à disposition de Darryl F. Zanuck en raison des vives tensions à Berlin suite à l'édification du mur.
De nombreux figurants étaient issus des promotions Arpètes de la base aérienne de Saintes 722 près de Rochefort, en Charente-Maritime. Il s'agissait des promotions P-33 à P-38 ; en remerciement, le réalisateur offrit un cinéma à la base aérienne[réf. nécessaire]. Le bâtiment porte, depuis, le nom du film.
En fin de tournage, l'enfreinte par Darryl F. Zanuck d'un veto du Pentagone, concernant une scène où des soldats américains tuent par méprise des soldats allemands qui se rendaient, car ne comprenant pas la langue allemande, entraîne par la suite le désengagement persistant du Pentagone dans toute coopération avec les studios de cinéma.

### Implication des acteurs dans la guerre
Le film a été tourné en 1961, dix-sept années seulement après le Débarquement dans lequel de nombreux acteurs étaient militairement engagés. Les rôles des acteurs correspondent à leurs affectations militaires et sont parfois très proches : ainsi l'acteur Richard Todd interprète le rôle du commandant de son unité de parachutistes lorsqu'il a pris le contrôle du Pegasus Bridge.
Acteurs britanniques
- Richard Todd : Régiment parachutiste. Officier parachutiste dans la 6e division aéroportée britannique (division Pegasus), il fut l'un des premiers officiers britanniques à se poser en Normandie le jour J, rejoignant le major John Howard au Pegasus Bridge.
- Richard Burton : Royal Air Force.
- Donald Houston : Royal Air Force
- John Gregson : Royal Navy, sur un dragueur de mines.
- Bernard Fox : Royal Navy.
- Kenneth More : Royal Navy, lieutenant sur le croiseur HMS Aurora puis le porte-avions HMS Victorious.
- Leo Genn : Royal Artillery, lieutenant-colonel. Il reçoit la croix de guerre en 1945.
- Leslie Phillips : Royal Artillery, second lieutenant.
- Richard Wattis : Services secrets britanniques du SOE, second lieutenant.

Acteurs américains
- Henry Fonda : US Navy. Engagé pendant 3 ans, initialement comme quartier-maître de 3e classe sur le destroyer USS Satterlee puis comme lieutenant junior dans l'Air Combat Intelligence dans le Pacifique, il reçut une Étoile de bronze et une citation de l'unité présidentielle de la Navy.
- Tom Tryon : US Navy, radio dans le Pacifique Sud.
- Dewey Martin : US Navy, pilote de Grumman F6F Hellcat dans le Pacifique, participa à la bataille de Midway et fut prisonnier des Japonais.
- Robert Ryan : Corps des Marines, instructeur militaire.
- Rod Steiger : Corps des Marines, embarqué sur des destroyers dans le Pacifique Sud, participant à la bataille d'Iwo Jima.
- Stuart Whitman : Armée de terre. Il terminera sa carrière avec le grade de colonel.
- Steve Forrest : Armée de terre, sergent durant la bataille des Ardennes.
- Eddie Albert : Garde côtière des États-Unis dans le Pacifique. Pour son action héroïque dans la bataille de Tarawa, il reçut l'Étoile de bronze (quatrième plus haute distinction pour bravoure, héroïsme et mérite).
- Edmond O'Brien : US Air Force.
- Joseph Lowe : combattit à Omaha Beach et escalada les falaises de la pointe du Hoc lors du débarquement.

Acteurs allemands
- Hans Christian Blech : Wehrmacht, combat sur le front de l'Est, fut prisonnier en Grande-Bretagne.
- Wolfgang Preiss : Wehrmacht, dans la défense aérienne.
- Wolfgang Büttner : Wehrmacht.
- Gert Fröbe : Wehrmacht.
- Ernst Schröder : Wehrmacht.
- Heinz Spitzner : Wehrmacht.

Acteurs français
- Bourvil : engagé dans la bataille de France, démobilisé après la défaite.
- Fernand Ledoux : bien que non mobilisable en raison de son âge, il s'engage en avril 1940 dans le 212e régiment régional de Fontainebleau. Démobilisé après la défaite.

### Lieux de tournage
- Hauts-de-Seine[14] :
  - Studios de Boulogne
- Corse[14] : 
  - plage de Saleccia dans le désert des Agriates pour les scènes du débarquement. En 1961, des constructions avaient modifié le paysage des côtes normandes, alors que la plage de Saleccia, qui n'est desservie par aucune route, restait intacte[15].
- Calvados :
  - Pont ferroviaire à Caen
  - Pegasus Bridge
  - Port-en-Bessin : c'est là qu'est tournée la fameuse scène de la prise du casino de Riva-bella par les commandos français.
  - Sainte-Honorine-des-Pertes : scènes avec Fernand Ledoux, Pauline Carton et Gert Froebe (sergent "café au lait").
  - Pointe du Hoc
  - Poste de commandement de la batterie de Longues-sur-Mer; c'est notamment dans le poste d'observation qu'est tournée la scène où les Allemands voient l'ensemble de la flotte du débarquement se profiler à l'horizon. Elle sert également à la scène du parachutage des mannequins "Rupert".
- Manche :
  - Sainte-Mère-Église
- Charente-Maritime :
  - Île de Ré
  - Saint-Clément-des-Baleines (Conches des Baleines)
  - Plage sud de Rivedoux-Plage.
- Oise :
  - Château de Chantilly
- Yvelines :
  - Lycée Claude-Debussy (aujourd'hui collège Marcel-Roby) à Saint-Germain-en-Laye, lieu même où se situait le quartier général du Generalfeldmarschall von Rundstedt.

## Réalisme de la reconstitution

### Choix techniques et compromis
La réalisation du film s'est appuyée sur de nombreux conseillers techniques et militaires, dans le contexte du vécu militaire personnel des acteurs et professionnels participant au film. Le choix du noir et blanc par Darryl Zanuck est dicté par un souci de réalisme : il permet d'insérer de véritables images des actualités de l'époque (« Je veux que tout mon film soit une véritable reconstitution de ce qui s'est réellement passé ») mais aussi de mieux contrôler les différences de luminosité entre la région normande et la région corse où ont été tournées les séquences du film qui reconstituent le débarquement.
La reconstitution d'un théâtre d'opération aussi important et les possibilités restreintes de trucages de l'époque ont mené à des limitations de la reconstitution, comme l'attaque aérienne allemande des plages[réf. nécessaire]. De plus, l'aspect didactique du film a pu mener à quelques simplifications ou exagérations, comme les mannequins-parachutistes. Néanmoins, hormis l'attaque aérienne, le film reste dans son ensemble particulièrement réaliste sur les faits pour un non-spécialiste.

### Erreurs
- La scène du mitraillage aérien des plages est la limitation la plus visible du film, ayant entretenu chez bon nombre de spectateurs l'impression erronée qu'elle n'a impliqué que deux avions allemands. En réalité, c'est une petite centaine d'appareils, plusieurs Staffeln (escadrilles), qui a effectué un total de plus de sept cents sorties, dont vingt-deux contre la flotte alliée, principalement l'après-midi. Vu la suprématie aérienne alliée, de nombreux avions ont été abattus, dont cinq JU 87 Stukas. La limitation du film aboutissant à une représentation erronée est due au fait que Darryl Zanuck n'avait réussi à mettre la main que sur deux Messerschmitt Bf 108 Taifun (avions de liaison, pour simuler des avions de chasse) en état de voler[16]. L'un était piloté par l'Obstlt Josef « Pips » Priller).

- Le nom de l'ailier de Josef « Pips » Priller fut modifié pour le film : en réalité, il s'agissait non pas de Bernhard Bergsdorf mais de Heinz Wodarczyk. Il sera abattu en mission six mois plus tard.
- Lors de l'atterrissage des deux parachutistes dans la cour d'un bâtiment d'un QG allemand [17], on voit le général Von Salmuth sortir de ce QG alors qu'il se trouvait à ce moment-là à Tourcoing (Nord), commandant la 15e armée allemande.
- Le lieutenant-colonel Benjamin H. Vandervoort (joué par John Wayne), commandant du 2e bataillon du 505e PIR de la 82e AB, monte sur une charrette peu de temps après s'être fracturé la cheville droite dans les marais. En réalité, il s'est cassé la cheville gauche lors de son atterrissage près de la commune de Sainte-Mère-Église.
- Lors de l'attaque du pont de Bénouville (Euston 1 renommé plus tard Pegasus) sur le canal de l'Orne par les aéroportés du major Howard (2nd Battalion, the Oxford & Bucks Light Infantry), on voit sous le pont quelques Britanniques décrocher les charges de destruction. En réalité, ces charges étaient situées de chaque côté dans la partie supérieure de la structure. De plus, les Allemands les enlevaient chaque soir, de crainte que les résistants ne les retournent contre eux. En outre, le film montre une résistance acharnée, alors que ce soir-là, le pont n'était gardé que par trois soldats allemands. Dans la nuit, les hommes de Howard sont renforcés par le 7th Parachute Battalion (1st Airborne Division) bien avant l'arrivée de la 1st Special Service Brigade de Lovat (13 h). Enfin, lors de la relève par les commandos, le Bag Piper de Lord Lovat, Bill Millin, n'a pas traversé le pont en jouant de la cornemuse (il est néanmoins arrivé sur place en jouant).
- Lors de la prise du casino d'Ouistreham, aucune religieuse n'est intervenue pour assister les commandos français[18].
- Lors de l'observation de l'arrivée des navires américains, le 6 juin 1944, on aperçoit la mer devant le bunker. En réalité, le jour J, cette scène se déroule au poste de commandement de la batterie de Crisbecq, et la mer se trouve à deux kilomètres du bunker d'observation ; le poste d'observation du film est le bunker de commandement des canons Škoda 210 mm[19], les plus gros canons du mur de l'Atlantique, un site défendu par 440 soldats durant des combats qui dureront sept jours et feront de nombreuses pertes humaines.

- La scène où le lieutenant-colonel Benjamin H. Vandervoort de la 82e division aéroportée (interprété par John Wayne) montre l'utilisation du criquet (cricket) est exagérée. La 101e division aéroportée fut la seule unité à posséder et à utiliser ce criquet pendant la nuit du 5 au 6 juin 1944 en Normandie. Ce jouet en laiton composé d'une lame de ressort (le plus répandu était fabriqué en 1944 par l'entreprise britannique THE ACME) permettait aux parachutistes isolés lors des largages de se retrouver et de se regrouper. Le principe : pour une pression sur la lamelle métallique (clic-clac) afin de demander l'identification, la réponse devait consister en une double pression (clic-clac - clic-clac). Différentes versions de ce criquet (en formes d'animaux ou de personnages Disney) ont également existé.
- Le parachutiste John Steele (505e régiment de parachutistes de la 82e division aéroportée) reste accroché au clocher de l'église de Sainte-Mère-Église pendant dix heures (il précise la durée dans le film) alors qu'il n'y restera que deux heures avant d'être capturé et soigné par les Allemands. Il s'échappera trois jours plus tard[20]. Par ailleurs, comme dans la quasi-totalité des églises de France, le clocher n'était pas électrifié. Il est donc impossible que le soldat John Steele ait été assourdi par les cloches durant dix heures ni même deux.
- Les paradummies, ces poupées parachutistes larguées pour tromper les Allemands (Opération Titanic), apparaissent comme des mannequins très sophistiqués. En réalité, il s'agissait de simples et grossières poupées de chiffon remplies de sable. Six parachutistes des Special Air Service ont sauté avec les poupées et diffusé des enregistrements sonores simulant des échanges de tirs.

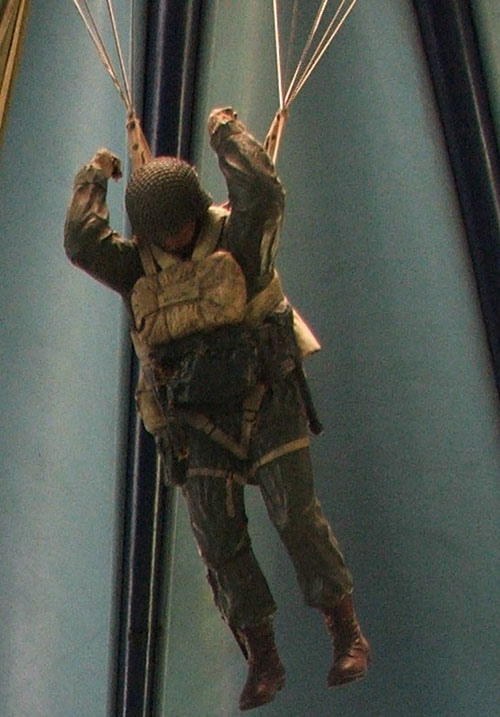
Paradummy du film
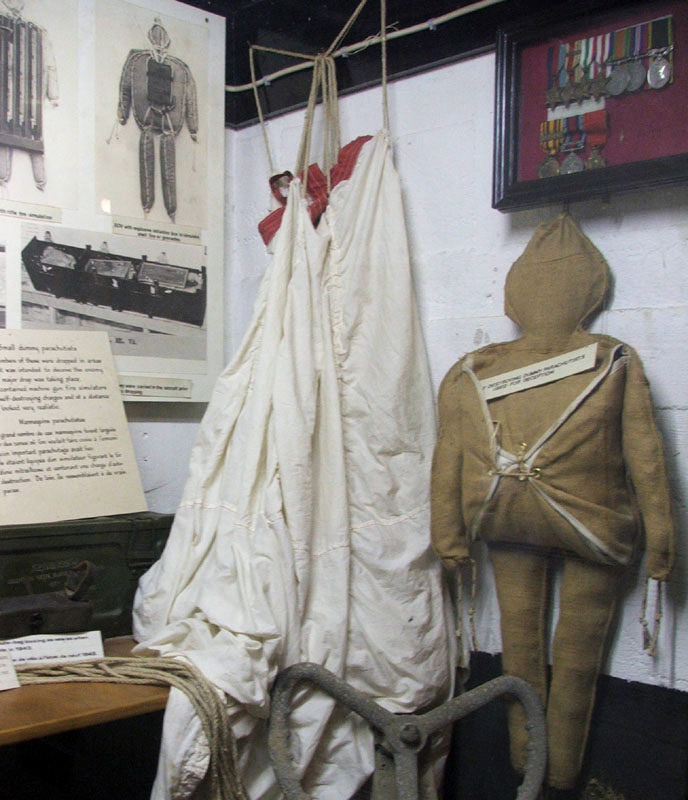
Paradummy réellement largué la nuit du 5 au 6 juin 1944

- Le lieutenant-colonel Benjamin H. Vandervoort n'avait que 27 ans alors que John Wayne, qui l'interprète, en avait 54 [16].

### Approximations volontaires
- Afin d'éviter un anachronisme évident, dans les scènes tournées sur la place de Sainte-Mère-Église, on voit un gros tas de sacs de sable en bordure de la rue (l'ancienne RN 13), sans raison apparente : ce tas a été créé pour le tournage pour dissimuler le monument qui commémore le débarquement.
- À Sainte-Mère-Église, le parachutiste John Steele est resté accroché au clocher côté « place de l'église » alors qu'il était en réalité de l'autre côté (côté presbytère). Pour rendre la mise en scène plus spectaculaire, Zanuck a disposé Steele du côté de la place. Depuis, la municipalité accroche un parachute sur l'église en souvenir de l'événement, mais il est accroché sur l'église côté place, en accord avec le film et non en accord avec la réalité historique.
- Le casino est une reconstitution. Il avait été rasé par les Allemands qui l'avaient remplacé par un bunker. La scène a été tournée à Port-en-Bessin, dont on voit la tour Vauban.
- Les parachutistes français du Spécial Air Service britannique ne sabotèrent pas de lignes de chemin de fer près de Caen mais en Bretagne. Dix-huit sabotages furent réalisés pour neutraliser le réseau ferré breton. Le caporal parachutiste Emile Bouétard fut le premier mort français du jour J. De plus, les paras F.F.L. sautèrent à l'aveugle, il n'y avait pas de résistants avec des lampes pour les accueillir. Ils entrèrent plus tard en contact avec la Résistance locale.
- Le rôle des troupes canadiennes, sous commandement britannique, est à peine évoqué dans le film. Pourtant, leur rôle fut très important ce jour-là. Ainsi 14 000 soldats de la 3e division d’infanterie canadienne débarquent à Juno sous les ordres du général Keller au centre du dispositif britannique. Le 6 juin au soir, les Canadiens tiennent de solides positions et leur avancée à l’intérieur des terres est la plus profonde parmi tous les autres Alliés, bien qu'ils n'aient pu atteindre leurs objectifs du jour J. Au soir du 6 juin, les pertes canadiennes s’élèvent à 960 hommes, dont près de 360 tués.
- Les bombardements violents et meurtriers des villes normandes sont totalement omis, notamment ceux de Caen et Lisieux, les 6 et 7 juin.

### Accessoires ou matériels anachroniques
- Dès le début, en Angleterre, on montre Eddie Albert, conduisant une Jeep sous la pluie. Cependant, cette Jeep américaine de 1944 arbore la calandre en deux couleurs en diagonale, et même, sur le bas de caisse, la grenade blanche de l'armée française 1960. De même,  dans une des dernières scènes, au cours de laquelle Robert Mitchum demande à un soldat en Jeep de l'emmener en haut de la plage, la Jeep n'est pas authentique, il s'agit plutôt d'une Hotchkiss française que d'une Willys ou Ford. En outre les numéros de capot commençaient sur les Jeep américaines, qu'elles soient Willys ou Ford, par 20 (exemple 20193276), alors qu'ici, le numéro commence par 88 puis 133553, ce qui n'est pas conforme à la réalité. De plus, les supports en bois qui devaient se trouver sur le capot pour accueillir le pare-brise rabattable sont absents. On peut voir des supports en U métallique au niveau des essuie-glaces qui viennent se poser sur le capot. Il s'agit donc d'un véhicule issu de l'armée française et qui date de l'après-guerre.
- Les uniformes portés par les parachutistes américains (82e et 101e divisions aéroportées), plus particulièrement les vestes de saut, ne correspondent pas aux tenues d'époque, tant au niveau de la coupe et des couleurs que des systèmes de fermeture. Dans le film, les vestes de saut utilisées ont des systèmes de fermeture différents aux poignets : fermeture par un bouton et fermeture par un ou par trois boutons-pression. Dans la réalité, les manches de la veste M42 (M42 Parachute jumper coat) étaient toutes fermées aux poignets par deux boutons-pression.
- La mentonnière des casques portés par les parachutistes américains ne correspond pas à celle utilisée à cette époque. Dans le film, elles ont une forme rectangulaire alors que celles portées en 1944 étaient ovales et de couleur marron.
- Les insignes divisionnaires (ou badge) des parachutistes de la 82e division aéroportée ne reflètent pas la réalité. Dans le film, le carré rouge encadrant le « AA » (All-American) est plus grand, et le sigle « Airborne » au-dessus a une forme plus arrondie. De plus, sur toutes les scènes montrant ces parachutistes, ce même sigle « Airborne » est beaucoup trop éloigné du « AA ». Dans la réalité, ces 2 éléments étaient plus rapprochés, comme l'exigeait le règlement militaire. Cependant, bon nombre de soldats les cousaient souvent à la hâte et avec les moyens du bord (fils et points de couture aléatoires). Enfin, dans la version colorisée du film, la couleur bleue présente dans ce patch est plus foncée que sur l'insigne original.
- Les bottes des Américains portent des lacets à bouts en caoutchouc alors qu'en réalité, de tels bouts n'ont été inventés que pendant la guerre du Viêt Nam par Maurice Frisson, un cordonnier installé à Saïgon.
- Dans le film, on aperçoit certains parachutistes américains chaussés de brodequins de combat noirs (communément appelés rangers) fermés par deux boucles au-dessus de la cheville. Ces équipements n'étaient pas en dotation au mois de juin 1944. Les bottes de saut portées par les parachutistes américains au moment de la bataille de Normandie étaient exclusivement de couleur marron, montaient jusqu'à mi-mollet et n'étaient munies que de lacets, ce qui permettait un meilleur maintien de la cheville. Ce n'est qu'au lancement de l'opération Market Garden, en septembre 1944, que les unités de parachutistes seront dotées de brodequins marron à boucles.
- La teinture noire du cuir pour les équipements des troupes américaines n'est apparue que dans les années 1950.
- Dans la scène où le lieutenant-colonel Benjamin H. Vandervoort monte sur la charrette après s'être fracturé la cheville, on aperçoit un parachutiste américain portant une veste M43 (M43 Field Jacket) qui n'était pas en dotation le 6 juin 1944 pour les parachutistes américains des 82e et 101e divisions aéroportées. Ils portaient tous et sans exception la veste de saut M42 (M42 Parachute jumper coat) qui était très souvent renforcée aux coudes et aux genoux. Ils ne porteront la veste M43 qu'à partir de septembre 1944, lors de l'opération Market Garden. Cette veste de combat deviendra la dotation officielle des unités américaines jusqu'à la fin de la Seconde Guerre mondiale.
- Le lieutenant-colonel Benjamin H. Vandervoort porte au début du film le bon insigne de grade sur son casque, mais à partir de la scène de la charrette, il arbore à tort l'insigne de colonel sur son casque (Vandervoort avait été promu lieutenant-colonel le 2 juin 1944).
- Sur la place de l'église, on voit stationnée une 2CV commercialisée en 1948.
- Lors de l'attaque du pont de Bénouville sur le canal de l'Orne, on peut apercevoir un transformateur EDF sur un poteau. Or, ce type de transformateur n'est apparu qu'en 1961.
- Lors des parachutages, on peut voir des bombardiers Lancaster alors que dans la réalité, les appareils utilisés étaient des C-47.
- Lors du mitraillage des plages, les deux avions représentés ne sont pas des FW 190, mais des Messerschmitt Bf 108 Taifun, avions d'entraînement et de liaison.
- Peu avant le débarquement sur les plages, la flotte alliée est survolée par quatre A-1 Skyraider, un modèle d'avion n'ayant fait son premier vol qu'en 1945.

### Erreurs mineures ou limites du décor
- Lors de la scène du mitraillage aérien de la plage, on peut remarquer certains chars en « trompe-l'œil », en réalité de simples panneaux de bois reproduisant des chars ; on peut noter aussi l'interruption des défenses côtières au fond du plan. La lenteur du plan en rase-motte sur la plage montre qu'il a été effectué en hélicoptère et non en avion.
- Lors de la séquence où les résistants entendent le second vers du poème de Verlaine (« blessent mon cœur d'une langueur monotone »), le message précédent est : « Daphné à Monique : il y a le feu à l'agence de voyage, inutile de s'y rendre ». Quand les Allemands captent le second vers, le message « Daphné à Monique » est entendu après Verlaine et non avant.
- Dans la scène de la pointe du Hoc, on peut voir un ranger n'ayant pas son chargeur clipsé à son fusil.
- Dans la scène où le soldat Martini (Sal Mineo) est tué après avoir cru entendre le double clic-clac d'un de ses camarades, le soldat allemand tire deux coups avant de réarmer son fusil alors qu'il aurait dû réarmer pour pouvoir tirer une deuxième fois.
- Dans les locaux des services météo britanniques, on voit un barographe enregistreur dont l'aiguille est au plus bas, ce qui est logique au vu de la dépression. À quelques dizaines de kilomètres de là, chez le pilote « Pips », près de Calais, l'aiguille d'un instrument analogue est à la limite supérieure ; ce n'est pas logique.

## Accueil

### Box-office
- Mondial : ~ 50 100 000 $ US[21]
- États-Unis : ~ 39 100 000 $ US[21]
- France : ~ 11 933 629 entrées[21]

Le film sort aux États-Unis le 4 octobre 1962. Parce que la Fox souffrait de pertes financières subies lors de la production simultanée de Cléopâtre, le studio voulait que Le Jour le plus long soit directement diffusé à grande échelle pour récolter des bénéfices rapides, mais Zanuck a demandé de sortir le film dans un nombre limité de salles dans les grandes villes pendant une période de temps spécifique avant la sortie à grande échelle et a même menacé de vendre les droits de distribution à Warner Bros si Fox refusait de le faire. Le Jour le plus long est finalement devenu le succès au box-office dont Fox avait besoin.
Le film sort en France dans deux salles parisiennes la semaine suivante, le 10 octobre 1962, et totalise 44 130 entrées, ce qui lui confère la 27e place du box-office. Après une diffusion dans six salles en troisième semaine, qui lui permet de totaliser 42 310 entrées, pour un cumul de 129 595 entrées, Le Jour le plus long passe dans 32 salles à partir du 31 octobre 1962,  et atteint la première place du box-office avec 413 944 entrées et un cumul de 543 539 entrées. Le long-métrage reste ensuite en tête du box-office durant sept semaines jusqu'au 18 décembre 1962. Il continue d'attirer les spectateurs et atteint le total de 1 153 645 entrées lors de sa cinquième semaine, après avoir enregistré 286 190 entrées à cette période, dans 36 salles. Le film cède néanmoins sa première place lors des fêtes de Noël à la reprise en salles de Blanche-Neige et les sept nains, mais conserve une fréquentation élevée qui lui permet d'atteindre les 2 000 000 d'entrées.
Le succès se confirme au début de l'année 1963, puisqu'il reprend la première place du box-office lors de la deuxième semaine de janvier avec 160 445 entrées, seul film de la semaine à avoir atteint les 100 000 entrées à cette période, dans 42 salles, pour un cumul de 2 643 474 entrées. Tout en restant en tête durant les quatre semaines qui suivent, le long-métrage continue à attirer les spectateurs dans les 45 salles qui le proposent pour atteindre les 3 000 000 d'entrées la semaine du 29 janvier 1963. Le film, bien qu'à nouveau brièvement battu par Blanche-Neige du 13 février au 19 février 1963, revient en tête pendant quatre semaines, étant alors diffusé dans 53 salles. Il atteint alors le cap des 4 000 000 d'entrées et son succès reste ensuite assez stable. Fin mai 1963, il atteint les 5 000 000 d'entrées, en restant dans le top 10. Il revient en tête du box-office entre juillet et août 1963, puis brièvement en septembre de la même année et s'approche des 6 000 000 d'entrées. En plus d'un an d'exploitation, Le Jour le plus long est parvenu à totaliser plus de 7 000 000 d'entrées à la fin novembre 1963.
Il franchit les 8 000 000 d'entrées début avril 1964. Brièvement et pour la dernière fois, le film prend la tête du box-office au cours de la semaine du vingtième anniversaire du débarquement en Normandie, du 3 juin au 9 juin 1964 avec 109 682 entrées dans 49 salles : il atteint alors le total de 8 406 275 entrées depuis sa sortie en octobre 1962. Mi-novembre 1964, il s'approche des 9 000 000 d'entrées.

## Distinctions

### Récompenses
- Oscars 1963 :
  - Oscar de la meilleure photographie
  - Oscar des meilleurs effets spéciaux
- Golden Globes 1963 : Golden Globe de la meilleure photographie - noir et blanc
- David di Donatello 1963 : prix de la meilleure production étrangère

### Nominations
- Oscars 1963 :
  - nomination à l'Oscar du meilleur film
  - nomination à l'Oscar de la meilleure direction artistique
  - nomination à l'Oscar du meilleur montage
- Golden Globes 1963 :
  - nomination au Golden Globe du meilleur film dramatique

## Autour du film
- Le jour le plus long fut présenté à sa sortie comme le plus cher du cinéma, avec Cléopâtre[3]
- Il resta le film noir et blanc le plus cher du cinéma jusqu'à la sortie de La Liste de Schindler en 1993.
- Références répétées à la cinquième symphonie de Beethoven : on entend régulièrement les quatre premières notes de la cinquième symphonie jouées par des timbales tout au long du film, puis par un orchestre symphonique lors du lancement du débarquement le 6 juin à l'aube. Cette association est une idée de William Stephenson, ayant pour origine la similitude des quatre premières notes de la symphonie avec le code morse de la lettre V •••— soit quatre impulsions (trois courtes et une longue), la lettre « V » étant le symbole patriotique allié de la Victoire/Victory contre le nazisme. À des fins didactiques, un bref dialogue au début du film entre deux soldats rappelle ce lien aux spectateurs n'ayant pas connu cette période de l'histoire. Ce rythme correspondant aux premières notes de la Symphonie no 5 de Beethoven, celle-ci devint l'indicatif des émissions à destination de l'Europe occupée. La lettre V était également rappelée d'un geste de la main des index et majeur formant un V.
- L'ancien président Dwight D. Eisenhower avait accepté de jouer son propre rôle. Néanmoins, les maquilleurs ne purent lui donner une apparence suffisamment jeune pour qu'il soit crédible dans son rôle. Henry Grace, un décorateur sans expérience d'acteur mais qui travaillait dans l'industrie cinématographique depuis les années 30 et qui était d'une grande ressemblance avec Eisenhower, fut finalement engagé, bien que sa voix soit différente. Le président Eisenhower fut néanmoins ponctuellement conseiller technique sur le film[32].
- Daniel Gélin ne put interpréter le rôle prévu dans la scène spécialement écrite pour lui par Romain Gary, en raison d'un accident de chasse qui l'a immobilisé pendant deux mois[33].
- Deux des scénaristes se sont spécialisés sur certaines scènes : Romain Gary a contribué aux scènes françaises du scénario, James Jones aux scènes américaines[12].
- Lors de sa première diffusion à la télévision française, le 10 novembre 1976 sur FR3, l'engouement est tel qu'il provoque une panne de courant dans certaines régions (Bretagne). La fin du film sera diffusée quelques jours plus tard sur la même chaine[34].
- Une version colorisée a été réalisée pour le 50e anniversaire du débarquement en 1994. Elle est diffusée sur TF1, puis vendue en version VHS dans une version recadrée format 4/3.

| Chaîne | Jour       | Film                 | Audience   | PDM  | enregistrement VHS |
| ------ | ---------- | -------------------- | ---------- | ---- | ------------------ |
| TF1    | 05/06/1994 | le jour le plus long | 12 193 650 | 69,5 | 147 000            |

- À l'initiative d'une association de figurants du film issue de l'EAMAA (École des apprentis mécaniciens de l'armée de l'air) promotion 1961 (p. 36, 37 et 38), a lieu le 5 juin 2011 sur la plage sud de Rivedoux-Plage, une fête commémorative pour les 50 ans du tournage[réf. souhaitée].